# Dirigeable Goodyear
Les dirigeables Goodyear sont une série de ballons dirigeables exploités par la Goodyear Tire & Rubber. Ils sont utilisés principalement à des fins publicitaires et pour capturer des vues aériennes d'événements sportifs en direct pour la télévision.
C'est historiquement un ballon dirigeable souple sans structure interne, seule la pression du gaz de levage contenu dans l'enveloppe du dirigeable maintient la forme du navire. Néanmoins, en 2014, Goodyear a commencé à remplacer ses trois dirigeables américains non rigides par trois nouveaux dirigeables semi-rigides, chacun ayant un cadre interne.
Au fil des années, le dirigeable Goodyear est devenu un élément familier du sport automobile, au même titre que le Bibendum et les passerelles Dunlop.
Selon ses informations, l'entreprise a fabriqué plus de 347 dirigeables de 1917 à 1995, dont 239 sur la base de dirigeables Wingfoot Lake.

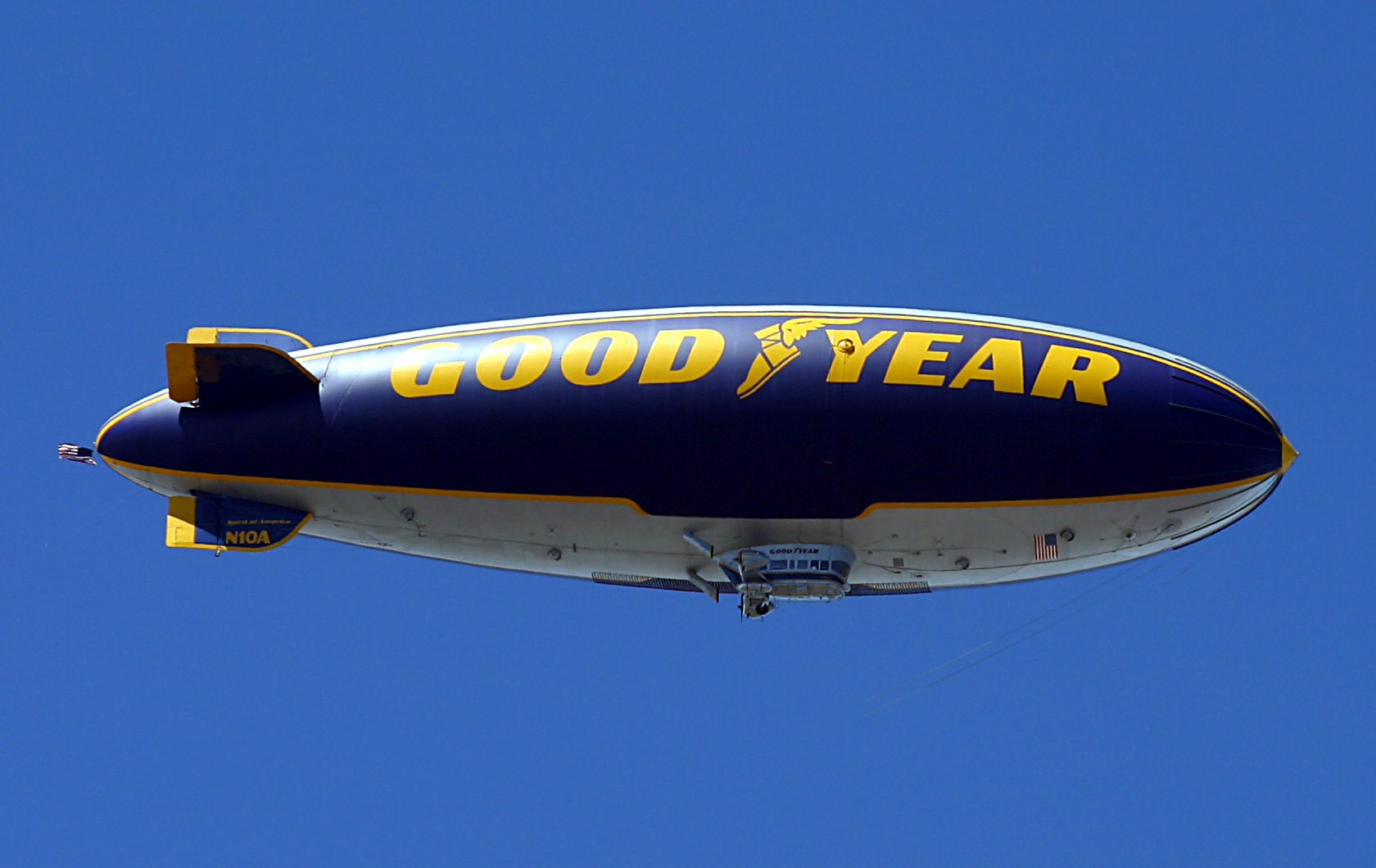
Dirigeable Goodyear
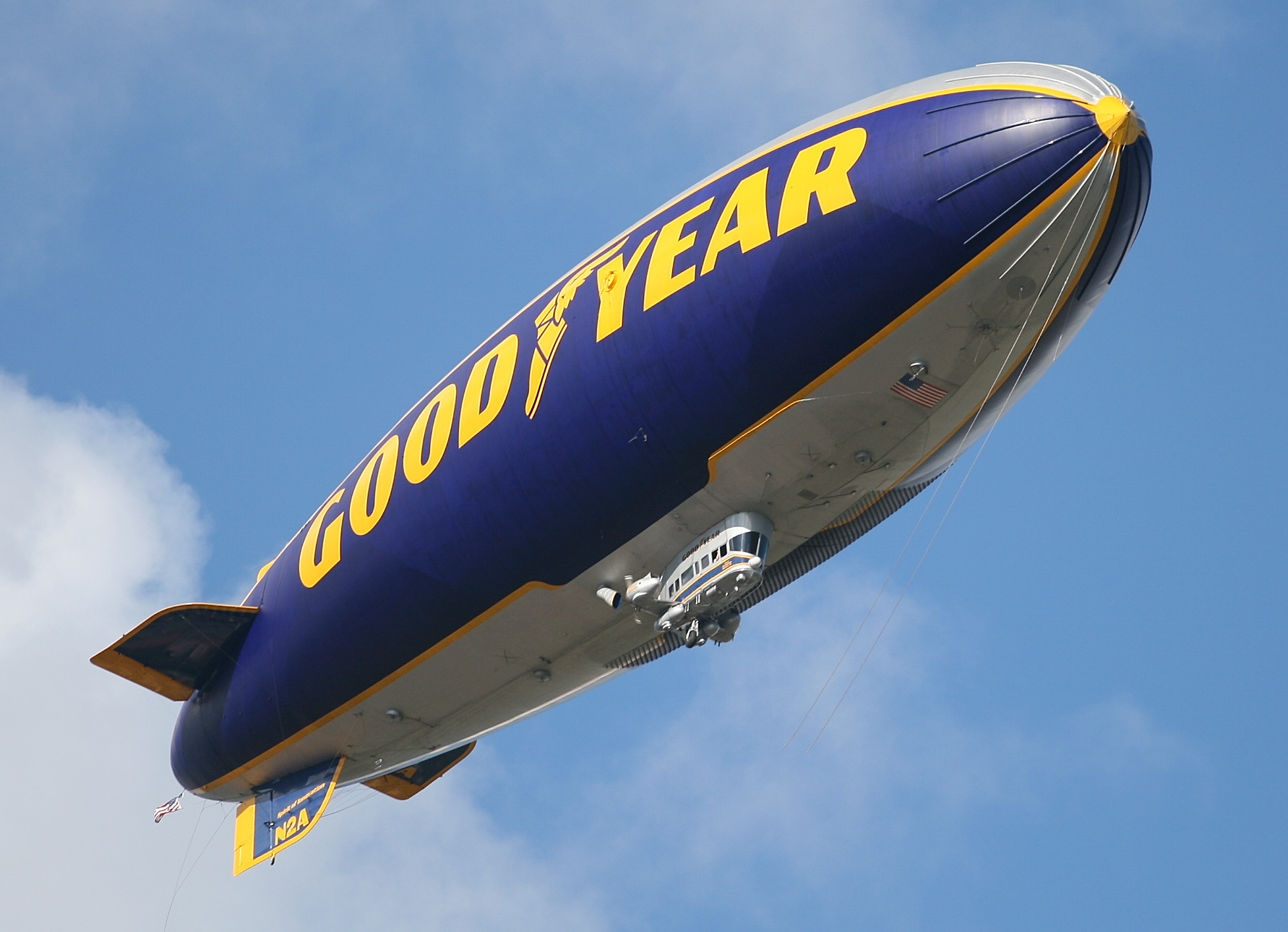
Spirit of Innovation (N2A), le dernier véritable ballon dirigeable (dirigeable non-rigide) de Goodyear, a été retiré du service le 14 mars 2017.
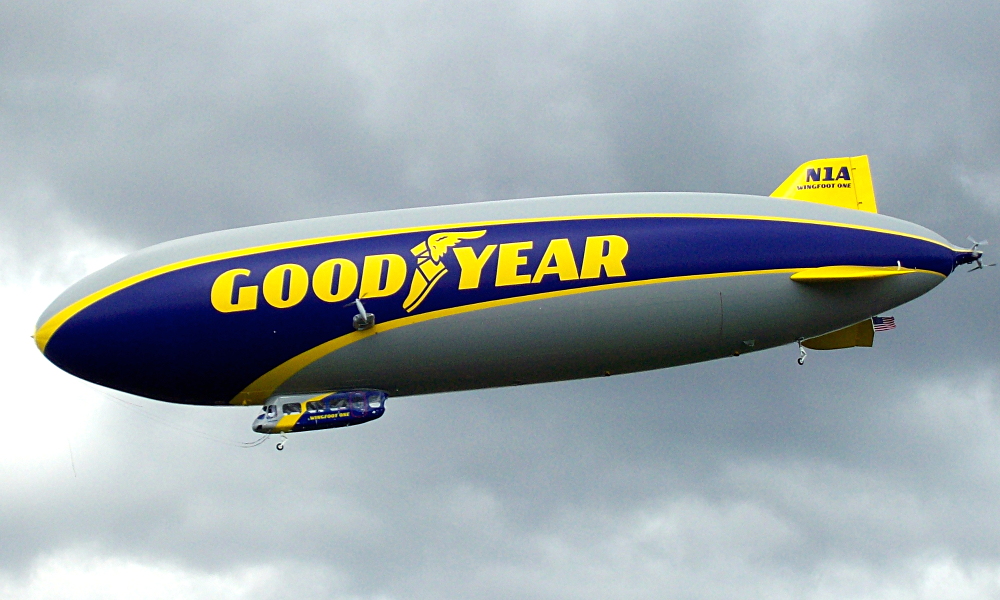
Wingfoot One (N1A) n'est pas un ballon dirigeable, mais un dirigeable semi-rigide construit par Luftschiffbau Zeppelin.

## Histoire

### Débuts
En 1911, Goodyear démarre son expérience dans le design des avions. L'année suivante, l'entreprise construit son premier ballon. La même année, elle réalise aussi l'enveloppe du dirigeable Akron, qui verra la mort de 5 hommes dans un accident peu après.
En 1916, durant la Première Guerre mondiale, Goodyear achète un terrain au sud-est d'Akron pour l'utiliser comme usine de fabrication et aérodrome. Ainsi, la construction de dirigeables militaires américains commence en 1917 lorsque l'armée américaine commande 16 dirigeables à enveloppe souple de type B. Neuf d'entre eux sont construits par Goodyear, cinq par Goodrich et deux par Connecticut Aircraft.
Un bâtiment de construction et de stockage de dirigeables est ensuite conçu par l'ingénieur et concepteur de dirigeables Karl Arnstein (en). L'ensemble industriel devient en 1929, le Goodyear Airdock.

### Société Goodyear Zeppelin
En 1924, la coentreprise Goodyear-Zeppelin Corporation est fondée. Tous les brevets de dirigeable Zeppelin ont été transférés à la coentreprise nouvellement fondée.
En 1925, le premier ballon dirigeable souple, et aussi le premier dirigeable Goodyear utilisé à des fins commerciales, le Pilgrim, est lancé. Il est considéré comme l'ancêtre de tous les dirigeables à enveloppe souple modernes. Il avait un volume de 1 560 m3 et un moteur radial à l'arrière de la nacelle. La nacelle était fixée directement sur le fuselage.
Goodyear atteindra par la suite le nombre onze dirigeables à enveloppe souple civils. Ils avaient des volumes d'enveloppe allant jusqu'à 5 200 m3 et pouvaient transporter de six à dix passagers. Entre 1925 et 1941, ces navires ont effectué 151 800 voyages en 93 000 heures sur un parcours de 6,75 millions de kilomètres sans accident, transportant 405 500 passagers. Ils ont également été utilisés pour l'entraînement au vol, les tests de matériel ou le développement d'opérations aériennes. Les dirigeables sont passés par de nombreuses villes et avaient déjà des publicités lumineuses mobiles sur la coque. Ils surveillaient également la circulation, aidaient les pêcheurs et étaient utilisés lors d'incendies de forêt et d'inondations. Le Pilgrim inaugural a lui effectué 4 765 voyages, puis il a été transféré au National Air and Space Museum.
En 1928, la Good Year Zeppelin Co. obtient un contrat pour la construction de deux grands dirigeables, l'USS Akron et l'USS Macon, d'une valeur de 8 millions de dollars.
À cette époque, la popularité des pneus de Goodyear sur les circuits donne une importante reconnaissance de la marque.

### Après la Seconde Guerre mondiale

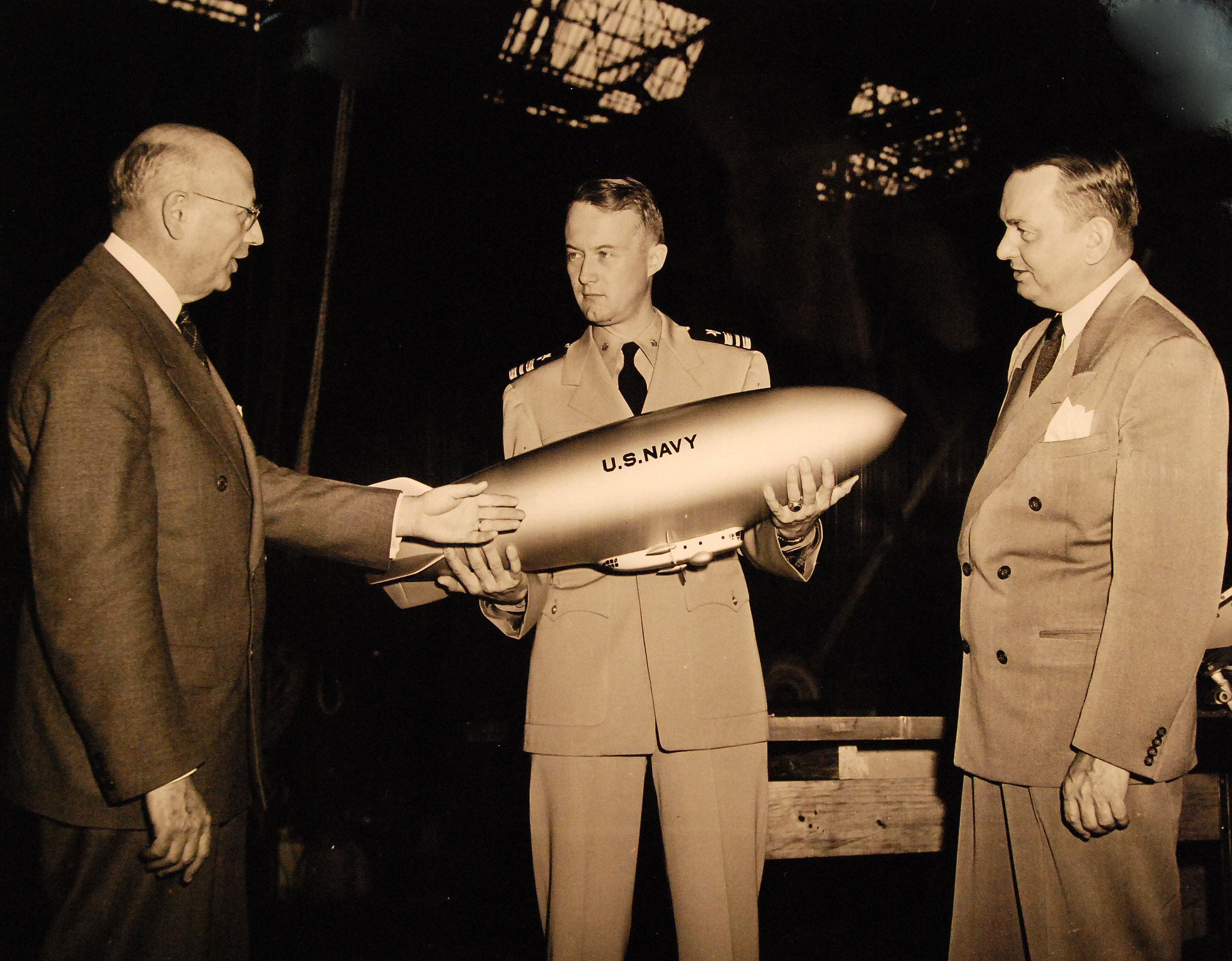
Remise officielle d'une maquette de dirigeable par le Dr Karl Arnstein à un représentant de l'US Navy, le 31 août 1950

Après la Seconde Guerre mondiale, Goodyear souhaitait entrer dans l'industrie aérospatiale et de l’aviation avec son dirigeable. Ainsi, la société a parrainé un projet de dirigeable transcontinental. En plus d'une version de luxe pour 112 passagers et d'une version régulière pour 288 passagers, une version fret a aussi été envisagée. En 1947, Hugo Eckener a même travaillé comme consultant pour ce projet pendant sept mois. Cependant, faute de financement gouvernemental, l'idée n'a jamais dépassé la phase de conception. À noter qu'au même moment, Goodyear a continué à fabriquer des dirigeables militaires pour l'US Navy, construisant notamment le plus grand dirigeable à enveloppe souple au monde, le ZPG-3W. C'est le dernier dirigeable militaire Goodyear à voir le jour ; le dernier des quatre exemplaires a été livré à Lakehurst le 4 avril 1960.

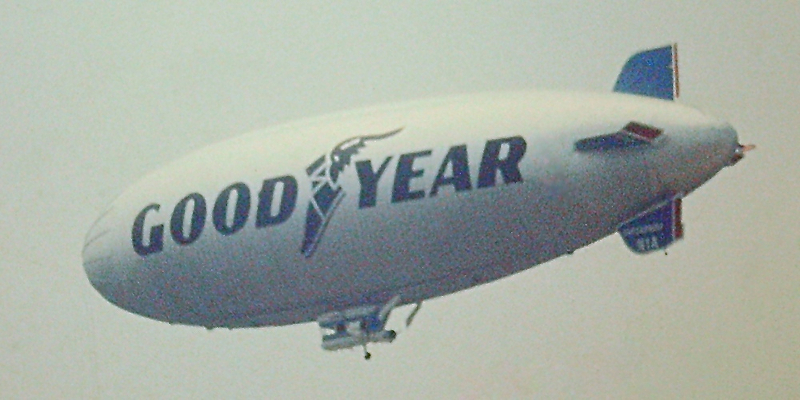
Enterprise au-dessus des 500 miles d'Indianapolis 1981.

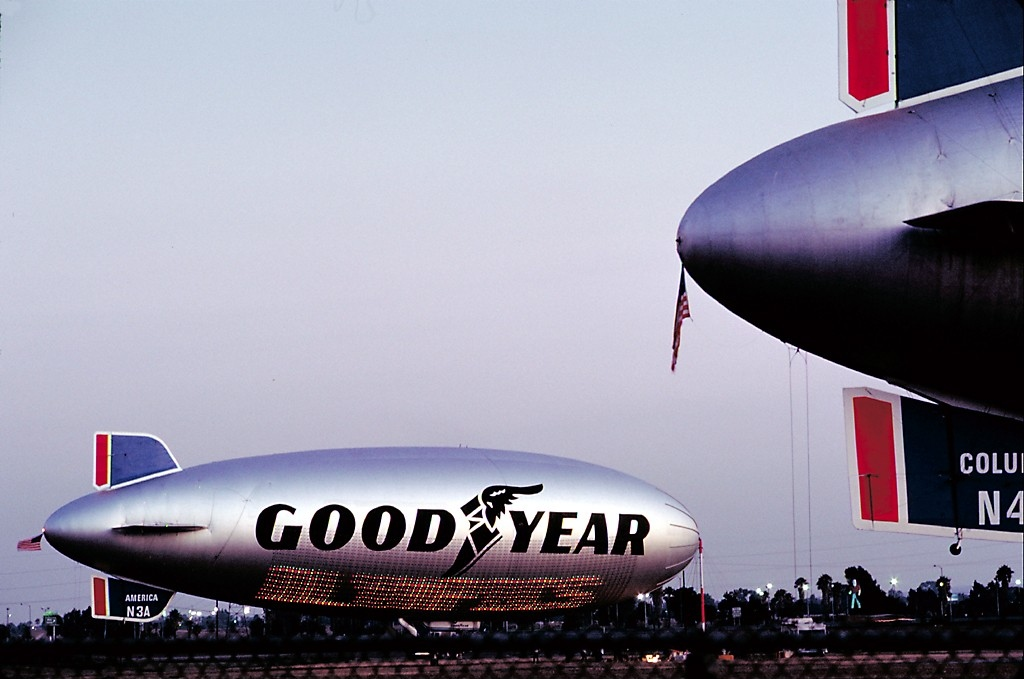
America et Columbia lors des Jeux olympiques d'été de 1984.

Par la suite, seuls des dirigeables civils ont été construits, qui sont devenus célèbres sous le nom de Goodyear Blimps. Aucun autre dirigeable n'est aussi étroitement associé au nom Blimp. Goodyear exploite jusqu'à huit dirigeables, qui sont régulièrement présents dans divers films et lors de grands événements, où ils servent également de stations relais et de plates-formes de caméra. Ainsi, c'est le 1er janvier 1955, à l'occasion du Tournoi de la parade des roses à Pasadena, en Californie, que l’Enterprise V est devenue la première plate-forme aérienne à diffuser à la télévision du contenu en direct grâce au dirigeable Goodyear. Le Blimp est notamment apparu aux Jeux olympiques, aux 500 miles d’Indianapolis, à Daytona 500 en NASCAR, à l'exposition universelle ou encore au Super Bowl,.
En mai 1959, la société présente une étude d'un dirigeable à enveloppe souple propulsé par l'énergie nucléaire, censé avoir une longue portée et qui aurait pu être utilisé principalement à des fins de surveillance. Une gondole de dirigeable à deux étages aurait été attachée à la proue, tandis que le réacteur nucléaire aurait été attaché au centre du vaisseau. Cependant, l'étude n'a pas été poursuivie plus loin et le dirigeable n'a donc pas été mis en œuvre.
De 1972 à 1986, l'Europa, un des dirigeables de la flotte, a survolé l'Europe pendant quatorze ans, se produisant lors d'événements sportifs et culturels importants, notamment les 24 Heures du Mans, les Grands Prix de Formule 1 à l’exemple du Grand Prix d'Allemagne au Nürburgring en 1985, les Internationaux de France de tennis à Paris en 1986 et même deux mariages royaux britanniques.

### Fin de la fabrication
En 1987, la « Goodyear Aerospace Corporation » est vendue à la société Loral Corporation (Loral Defence Systems Inc.). Les dirigeables Goodyear existants continueront d'être entretenus par la Goodyear Tire & Rubber Company et restaurés, mais plus aucun navire n'est construit.
En 1992, le dirigeable sert de soutien logistique et de repérages après le passage de l'ouragan Andrew.
En 2005, trois Goodyear Blimps du type GZ-20 sont stationnés en Amérique du Nord, à savoir les « Stars and Stripes », baptisés le 18 juin 1998, le « Spirit of America » (type : GZ-20A) le 5 septembre 2002 à Akron, et le Spirit of Goodyear (Type GZ-20A-N3A) qui a été baptisé le 15 mars 2000.

### Achat de dirigeables Zeppelin NT
Début 2011, Zeppelin annonce que Goodyear a commandé trois Zeppelin NT, qui renforceraient la flotte de dirigeables publicitaires de Goodyear et remplaceraient les dirigeables plus anciens, ravivant de ce fait une longue tradition de collaboration entre Zeppelin et Goodyear. Le premier Zeppelin Wingfoot One effectue son vol inaugural le 17 mars 2014. Il remplace le Goodyear Blimp Spirit of Goodyear de type GZ-20A, qui a cessé son service en octobre 2013. Wingfoot Two est présenté au public le 8 avril 2016 dans le hangar de Wingfoot. Quatre exemplaires de cette série voient le jour, trois opérant aux États-Unis et un en Europe.
Le dirigeable Goodyear est ainsi de retour sur des grands événements, notamment de sport automobile,. Ainsi, il fait son retour aux 24 Heures du Mans à partir de l'édition 2020.

## Flotte de dirigeables

### Dirigeables Goodyear
La liste suivante incomplète dénombre des dirigeables qui ont été et sont utilisés à des fins civiles. Dans certains cas, des dirigeables ont également été remis à l'armée ou récupérés. En raison des modifications et de la réutilisation des gondoles et des coques sur d'autres dirigeables similaires, l'histoire de la dénomination n'est pas toujours entièrement compréhensible ou même en contradiction avec les sources. De plus, certains des dirigeables ont été renommés en fonction de l'endroit où ils ont été utilisés.
- Le « Wingfoot Air Express » a pris feu lors de son troisième voyage au-dessus de Chicago. Quatre des cinq personnes à bord portaient des parachutes, trois ont survécu au saut. Les réservoirs de carburant en feu sont tombés sur des employés. Bilan : 11 morts et 28 blessés.
- Dirigeable poney Goodyear 1920-1923; Longueur : 95 pieds et propulsé par un moteur Ford modèle T. Le moteur, le pilote et jusqu'à deux passagers étaient logés dans une nacelle ouverte suspendue sous la coque. Gaz porteur : hydrogène. Le terme dirigeable poney apparaît également en relation avec d'autres petits dirigeables de cette époque.
- « Pilgrim » 1925-1931, premier dirigeable commercial Goodyear ; premier dirigeable commercial rempli d'hélium

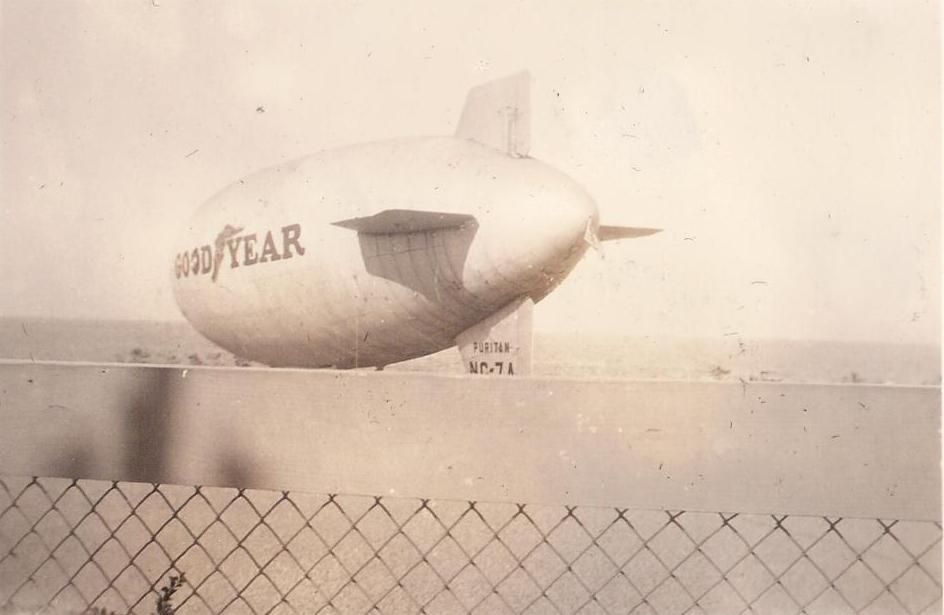
Puritan lors de l’Exposition universelle de 1933.

- Puritan 1928; deuxième dirigeable promotionnel Goodyear ; premier dirigeable de la Goodyear Zeppelin Corporation
- Voyage inaugural « Volunteer » du NC-8A : 27 avril 1929 ; 128 pieds de long, D = 36 pieds, volume cft d'hélium jusqu'à la fin de l'année 1929 ; ensuite, il est converti avec une plus grosse coque et un moteur plus puissant ; plus tard, d'autres modifications sont effectuées tout comme des changements sur la coque.
- Resolute 1929, à partir de 1942 avec la désignation L-4 de l'US Navy
- Dirigeable d'entraînement Entreprise à l'époque de la Seconde Guerre mondiale dans l'US Navy, Classe L : L-5
- Defender 1929, vendu à l'US Navy le 5 octobre 1935; là avec la désignation G-1; perdu dans une collision avec L-1 le 8 juin 1942.
- Dirigeable d'entraînement Reliance au moment de la Seconde Guerre mondiale dans l'US Navy, Classe L : L-5
- Dirigeable d'entraînement Rainbow à l'époque de la Seconde Guerre mondiale dans l'US Navy, Classe L : probablement L-7
- Rôdeur (NC-10A); vendu à l'US Navy le 1er février 1941, Classe L : L-2
- Neponset
- Vigilant
- Fleur de mai
  - Mayflower, baptisé le 22 mai 1929 par Mme Arnstein[Note 1] après un yacht de l'Americas Cup. Le 4 novembre 1930, les Goodyear Blimps Pilgrim, Neponset, Vigilant, Mayflower, Defender et Puritan ont participé à un défilé de dirigeables.
  - Mayflower IV, numéro de dossier D-219 ; achevé le 24 mai 1948 ; l'enveloppe venait de L-8.
  - Mayflower II 1960; 132 500 cft
  - Mayflower (nouveau navire de 1963, photo 1973 avec identification N1A, type GZ-19A)
  - Mayflower (navire lors du tournage de Help aux Bahamas à partir de février 1965 avec identification N4A)
- Voyage inaugural de l'Amérique (N10A) : 25 avril 1969 ; baptisé le 23 septembre 1969 par Mme Charles Hooks, Jr. de Houston ; Enveloppe D-640 (202 700 cft) ; Télécabine L-8 convertie au standard GZ-20; conduit jusqu'à la fin de 1973 ; puis une nouvelle coque (D-643) a été installée et les opérations de vol se sont poursuivies jusqu'à la mi-1982. Le navire fut alors désarmé et remplacé par le N3A America.
- Columbia 1968-1992 (N4A), depuis le 25 janvier 1968, stationné à la base du dirigeable Goodyear à Carson, en Californie.
- Eagle 1992-2002, basé à Carson / Californie ; l'Aigle a remplacé le Columbia et a été lui-même remplacé par le Spirit of America.

Stars & Stripes en 1995 au-dessus de la statue de la Liberté.

- Stars & Stripes (N3A) a été remplacé en 1998 par le Stars & Stripes du même nom avec l'identifiant N1A
- Spirit of Akron (N4A), type GZ-22, premier vol 1987, dernier dirigeable construit par Goodyear, irrémédiablement endommagé le 22 octobre 1999 puis remplacé par le Spirit of Goodyear.
- Stars and Stripes, baptisé le 18 juin 1998, (N1A) Type GZ-20A stationné à Pompano Beach, Floride a remplacé le navire du même nom et techniquement presque identique à la désignation N3A. Les dimensions étaient de 192 pieds de long, 50 pieds de large et 59,5 pieds de haut. Le Stars & Stripes a eu un accident le 16 juin 2005 à 18h42 (heure avancée de l'Est) à Coral Springs / Floride dans un violent orage. Alors que le temps était trop mauvais pour atterrir et que l'orage avait atteint Pompano Beach Airpark, où le navire avait démarré à 15h30, le pilote a voulu éviter la tempête. Cependant, il n'y est pas arrivé ete navire est devenu incontrôlable dans le violent orage et a dû effectuer un atterrissage d'urgence dans un parc industriel. Il a également coupé certaines lignes électriques, ce qui a entraîné une panne de courant pour environ 1 400 résidents. Les deux occupants n'ont pas été blessés, mais le dirigeable a été endommagé. Après l'atterrissage d'urgence, l'hélium a été immédiatement libéré de l'enveloppe.
- Spirit of America (Type: GZ-20A) a été baptisé le 5 septembre 2002 à Akron, Ohio. La marraine est Letitia Driscoll, mère de l'officier du NYPD Stephen Driscoll, qui a été tué dans l'effondrement du World Trade Center le 11 septembre 2001. Le navire opérera à partir de Carson, en Californie, entre Long Beach et le centre-ville de Los Angeles. Le Spirit of America a remplacé le Eagle, qui était auparavant stationné au même endroit. Dans la nuit du 3 décembre 2003, le dirigeable a atterri dans une pépinière. Les deux membres d'équipage s'en sont tirés avec des blessures mineures, mais les dommages étaient si graves que le dirigeable n'a pu retourner à la base de Carson que 10 mois plus tard en octobre 2004.
- Spirit of Goodyear (type GZ-20A-N3A) a été baptisé le 15 mars 2000 par la première femme astronaute américaine Sally Ride. Il est stationné au Goodyear's Wingfoot Lake Airship Facility dans le canton de Suffield, Ohio

### Dirigeables ABC au nom de Goodyear
Goodyear a également déployé trois dirigeables ABC A-60 + construits par l'American Blimp Corporation et exploités par The Lightship Group à partir de 2001 :
- Spirit of Europe 1 (N2017A, No03) en Europe (accident le 12 juin 2011 en Allemagne)
- Spirit of Europe 2 (N12ZP, No12) en Europe
- Spirit of the Americas (N604LG, No14) en Amérique du Sud

Goodyear ne propose pas commercialement de visites. Le covoiturage est généralement confié aux annonceurs ainsi qu'à la presse et aux médias, qui décident ensuite de leur métier.

### Zeppelin-NT-Luftschiffe (depuis 2014)
- Wingfoot One (2014). Il a été baptisé le 23 août 2014 au Wingfoot Lake Airship Hangar, près du siège de la société à Akron dans l'Ohio.
- Wingfoot Two (2016)
- Wingfoot Three (2018)

## Caractéristiques techniques

### GZ-20A
GZ signifie "Goodyear Zeppelin". Le type GZ-20 est fondé sur le type K, qui a été construit pour l'US Navy pendant la Seconde Guerre mondiale.
- Longueur : 58,52 m (192 ft)
- Faisceau : 15,24 m (50 ft)
- Hauteur : 17,98 m (59,5 ft)
- Volume : 5 740 mètres cubes (202 700 cft)
- Masse maximale au décollage 5824 kg (12 840 livres)
- Vitesse maximale : 80 km/h (50 mph)
- Vitesse de croisière 48 km/h (30 mph)
- Moteurs : 2 × 155 kW (210 PS) moteurs à pistons refroidis par air avec injection
- Hélice : hélice bipale, non réglable, diamètre : 1,98 m
- Passagers : 6 + pilote
- Altitude de vol 300-1000 m (altitude maximale de 3000 m)
- Cabine : construction soudée en aluminium d'une longueur de 6,93 m et train de roulement installé à demeure
- Échelle : toile polyester sur ossature aluminium et acier en configuration "+"
- Revêtement : tissu polyester double épaisseur imprégné de néoprène
- Panneau d'affichage lumineux : plus de 165 000 LED avec plus de 256 couleurs

### GZ-22
Le Spirit of Akron (N4A) était le seul dirigeable GZ-22. le premier vol a eu lieu en 1987, le certificat de type a été délivré le 31 août 1989. Il a été endommagé le 28 octobre 1999 lorsqu'il a atterri sur des arbres après avoir perdu du gaz de levage. Il a ensuite été remplacé par le Spirit of Goodyear. À ce jour, c'est le seul dirigeable équipé de moteurs à turbine à gaz (turbopropulseur).